# Mosaico helenístico
El mosaico helenístico es la obra llevada a cabo en este arte musivo en el así llamado período helenístico, es decir, la etapa que se desarrolla después de la muerte de Alejandro Magno hasta la llegada del Imperio romano.
El arte del mosaico era bastante conocido en toda Grecia hacia el año 400 a. C., pero más tarde, en la época helenística, era ya universal. El centro más activo e innovador en la técnica de fabricar mosaicos de esta época se encontraba en la ciudad de Alejandría. Se encontraron mosaicos en los palacios de Demetrio de Falerno y Ptolomeo IV, de finales del siglo III a. C..
El escritor y enciclopedista romano Plinio el Viejo (ca. 23-79), describe al mosaísta llamado Sosos de Pérgamo como un gran artista que había compuesto entre otros dos mosaicos famosos, que han sido descubiertos y se encuentran en el museo Capitolino de Roma. En uno de ellos, llamado oíkos asórakos (casa sin barrer) puede verse una escena cotidiana en cuyo suelo se aprecian los desperdicios de un banquete. El otro perteneció a la Villa Adriana de Tívoli y se llama mosaico de las palomas. Sosos de Pérgamo hizo en este último el trabajo de un gran profesional; está compuesto con teselas muy pequeñas: sesenta teselas ocupan el espacio de un cm cuadrado.
En Italia se han encontrado muchos mosaicos helenísticos, los más antiguos en la ciudad de Pompeya (en Nápoles). Aquí destaca entre todos los hallados el famoso mosaico de Alejandro Magno que decoraba la Casa del Fauno, una de las más antiguas y aristocráticas de Pompeya.

## Mosaico de Alejandro Magno

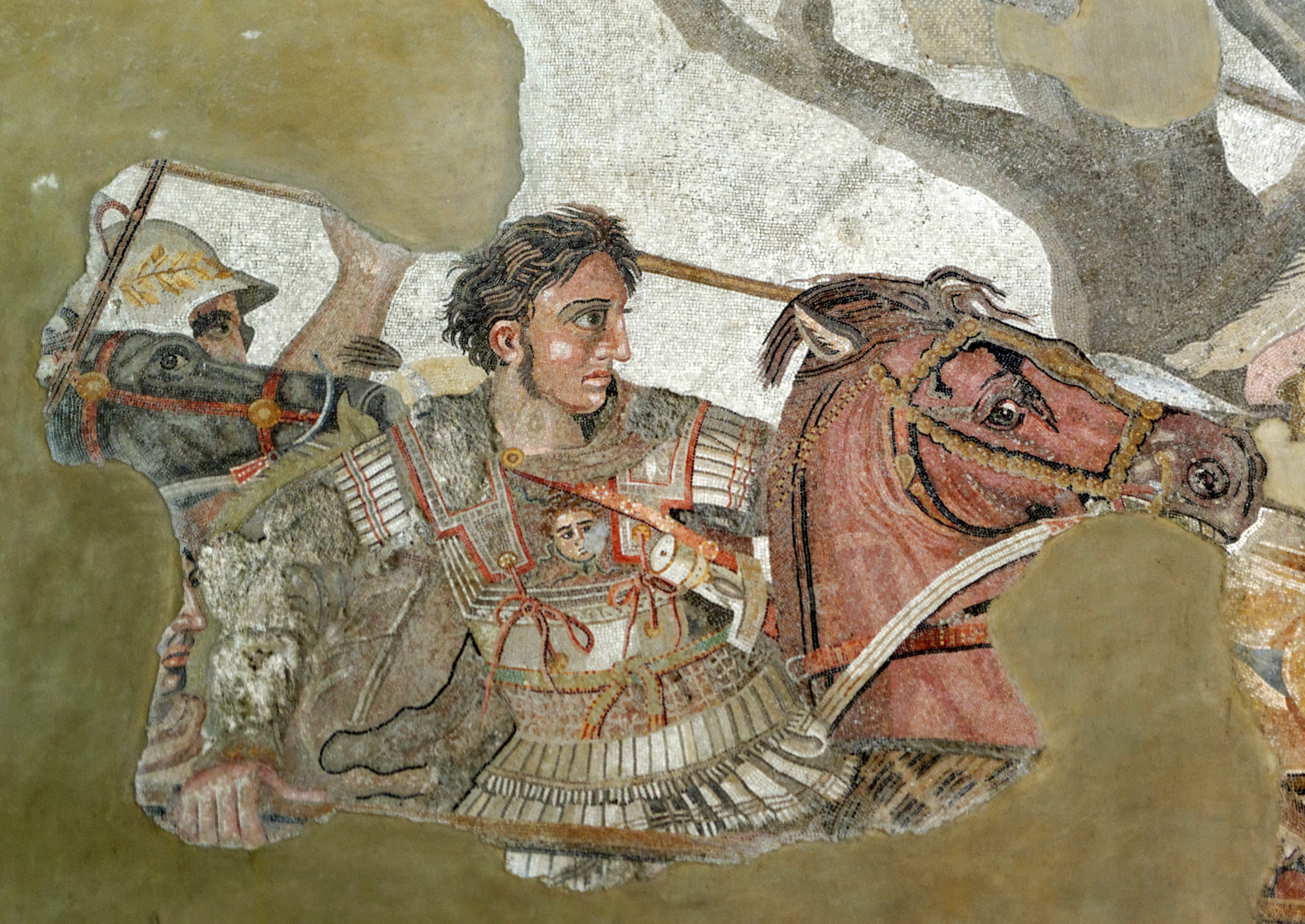
Representación de Alejandro Magno combatiendo contra el rey persa Darío III en la batalla de Issos. Detalle del mosaico de la casa del Fauno de Pompeya.

Se sabe que este mosaico fue una copia de otro original de fines del siglo III a. C. Es una verdadera obra de arte, con un tamaño excepcional de 5 por 2,70 metros sin contar los adornos del borde. El tamaño de las teselas es de 2 a 3 cm cada una y el número total asciende a 1.500.000. La obra ha llegado hasta el siglo XXI en estado bastante satisfactorio. Las pérdidas que se pueden apreciar son debidas a los desastres que ocasionó el volcán Vesubio en el año 79 y los anteriores terremotos del año 63. Parece ser que después de estos infortunios se hicieron en aquel entonces ciertas restauraciones con teselas de mayor tamaño, sin ser demasiado fieles al trabajo primitivo.
El mosaico se considera una copia fiel de una de las pinturas más célebres de la Antigüedad llamada La batalla de Alejandro con Darío, obra del pintor Filoxeno de Eretria que la llevó a cabo entre los años 319 y 297 a. C. Se tiene documentación gracias a los escritos de Plinio el Viejo. Se trata de la batalla de Isos en Cilicia (Asia Menor), en el año 333 a. C. Fue una batalla muy importante en que Alejandro Magno derrotó a Darío III de Persia.
En la escena se ve a Alejandro con la cabeza descubierta y lanza en ristre contra los soldados persas entre los cuales cunde la alarma. Se les ve despavoridos, con gesticulaciones violentas, nerviosos y con gran desorden en sus filas. En el suelo están las armas rotas, los caballos derribados y algunos soldados heridos o muertos. Los colores de este mosaico son: blanco, amarillo, rojo y negro, todos ellos en varios matices.

## Temas egipcios
Entre los mosaicos del período helenístico, los temas egipcios son los más abundantes con paisajes, flora y fauna y asuntos nilóticos (del río Nilo). En este sentido, el mosaico más famoso es el llamado mosaico Barberini, encontrado en Palestrina (la antigua ciudad llamada Praeneste, muy cerca de Roma) y conservado en el palacio Barberini de esta ciudad. Se descubrió hacia el año 1600 y decoraba el ábside de uno de los templos del santuario mandado rehacer por el general y político romano, Lucio Cornelio Sila.